# Idiomas de Suiza

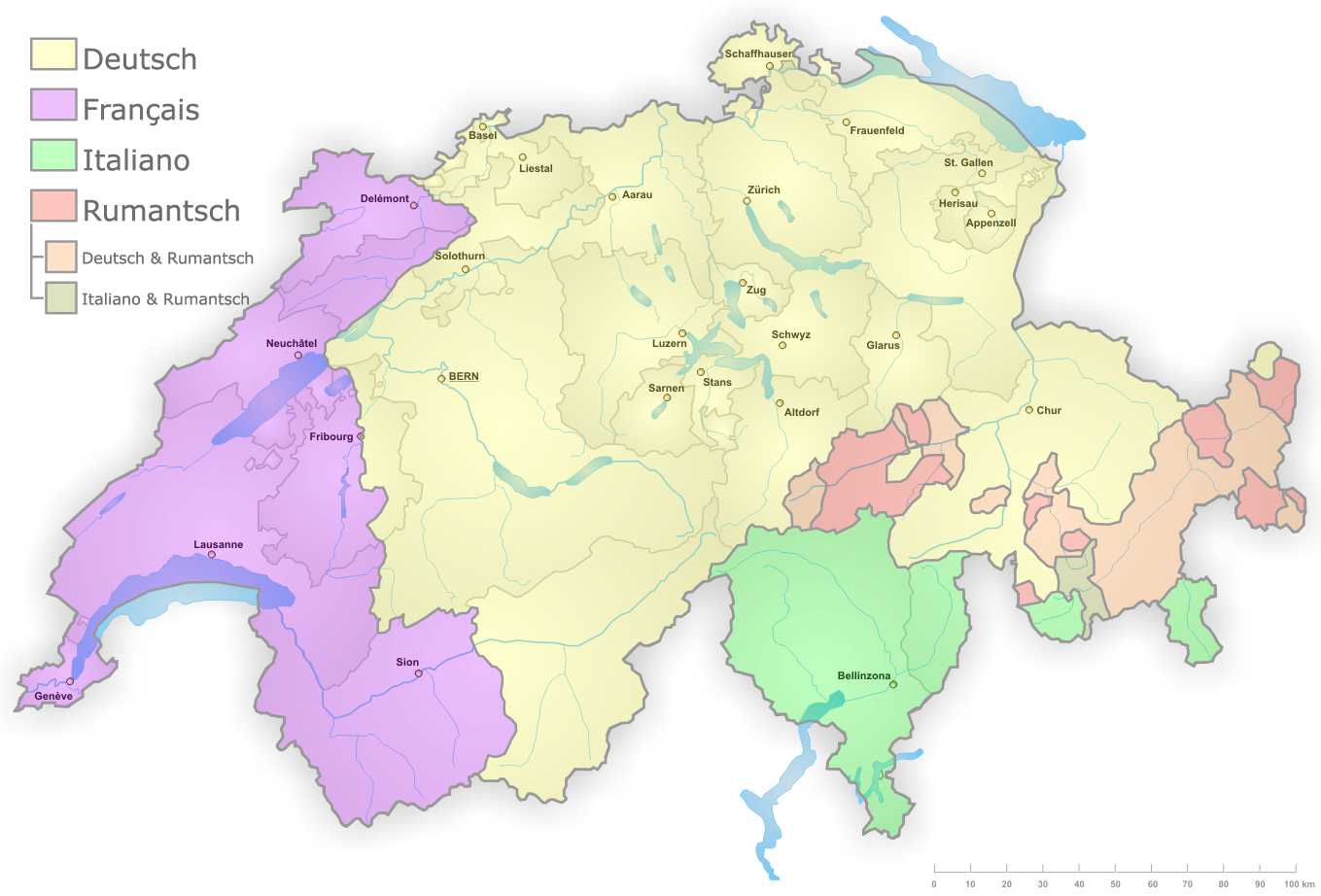
Variedades estándar en Suiza: alemán (amarillo), francés (púrpura), italiano (verde), romanche (rojo). Además de estas, se hablan lenguas regionales (alamánico, arpitano, etc.) no señaladas en el mapa.

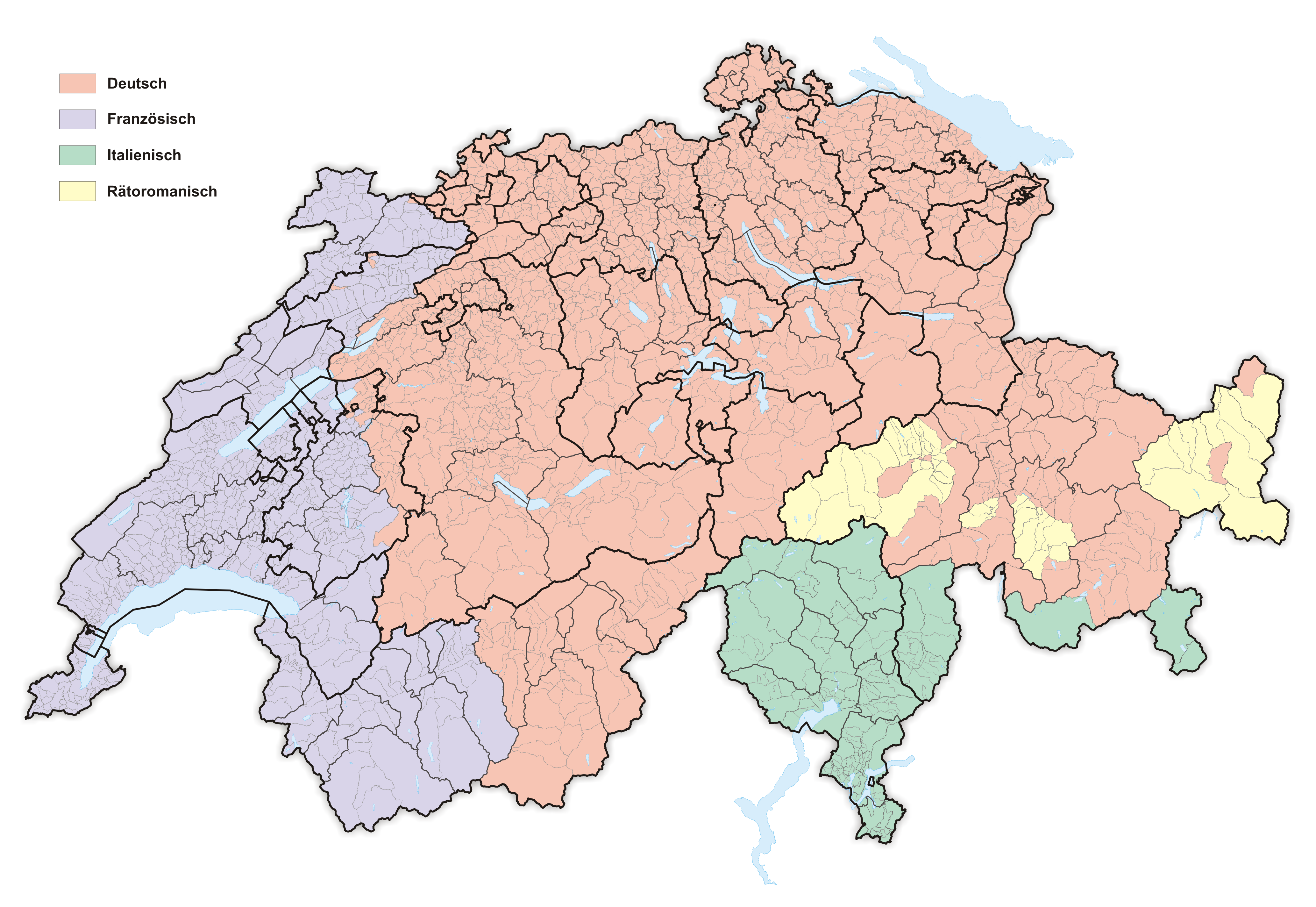
División lingüística por cantones de Suiza en 2013.

Los idiomas oficiales en el territorio de Suiza son el alemán, el francés, el italiano y el romanche. Cada uno de ellos se habla mayoritariamente en un conjunto de cantones del territorio helvético. En cada cantón existe uno de los cuatro idiomas que es el utilizado por la administración y que se considera como lengua principal. (Berna, Friburgo y Valais son bilingües alemán-francés, mientras que el cantón de los Grisones es trilingüe alemán-romanche-italiano). El alemán y el francés son los idiomas principales del país helvético, especialmente en los ámbitos de la economía, la cultura, los medios de comunicación y la enseñanza superior.

## Diglosia
Además de estas variedades estandarizadas (alemán, francés, italiano y romanche) se hablan variedades no estándar asociadas a las mismas: alemánico (zona germanófona), arpitano (zona francófona), lombardo (zona italófona) y variedades retorrománicas (zona romanche). Estas variedades en algunos casos pueden diferir notablemente de la correspondiente variedad estándar; así, el alemán y el retorromanche son los que presentan mayor variación dialectal, y algunas variedades regionales tal como son usadas en Suiza pueden llegar a presentar difícil comprensión mutua con las variedades estándar habladas fuera de Suiza. Dos de los dialectos más extendidos son el alemán suizo de Zúrich y el alemán suizo de Berna. 

### Alemán de Suiza
El alemán estándar no es en general la lengua materna de los suizos, que en cambio hablan alemán suizo (no estándar), que difiere notablemente del alemán estándar. Las variedades de alemán (estándar y no estándar) juntas constituyen la lengua materna del 72,5% de los suizos, es empleada cotidianamente por el 64% de los habitantes del país y tiene conocimientos de ella hasta el 80% del total de la población helvética.

### Francés de Suiza
La mayor parte de francoparlantes, en cambio, hablan francés de Suiza, que difiere solo mínimamente del idioma estándar en Francia. Hasta un 21% de los ciudadanos suizos tienen el francés por lengua materna y es empleado habitualmente por el 20,5% de la población. Hasta un 50% de los habitantes de Suiza tiene conocimientos de la lengua francesa.
Debe notarse de todas maneras, que aunque ahora se emplee un francés cercano al francés estándar de Francia, históricamente en la "Suiza francesa" se habló realmente arpitán (franco-provenzal), otra lengua galorromance diferente del francés estándar.

### Italiano de Suiza
En la zona italiana actualmente se emplea el italiano de Suiza, aunque tradicionalmente no se hablaba italiano estándar propiamente dicho, sino lumbaart (lombardo occidental), una variedad romance galoitálica que difiere notablemente del italiano estándar.
Con el establecimiento de la creación del Reino de Italia y su adopción del italiano estándar como lengua oficial, se empezó a promover esta variedad también en Suiza, en detrimento de la forma regional. El italiano es hablado por un 10% de los suizos, principalmente en el cantón de Tesino, donde es la única lengua oficial, y en el de los Grisones, donde es cooficial junto al alemán y el romanche.

### Variedades retorromances
El romanche es una forma estandarizada; en realidad se distinguen cinco variedades lingüísticas de estas características en Suiza: suprasilvano, subsilvano, supramirano, alto engadino (putér) y bajo engadino (vallader). Las dos últimas son cercanas y se pueden considerar claramente como la misma lengua, que podría considerarse más cercana al retorromance de Italia conocido como ladín o ladino.

## Estatus jurídico
En Suiza, los estudiantes deben estudiar como mínimo una lengua nacional extranjera. Normalmente empiezan desde niños a estudiar una lengua extranjera, porque en todos los cantones es muy fácil ser confrontados con otros idiomas nacionales, sobre todo en el ámbito laboral. 
En Suiza hay cuatro idiomas nacionales (art. 4 de la Constitución): alemán en el norte y centro del país, francés al oeste, italiano al sur y una pequeña minoría habla romanche en el cantón de los Grisones. Respecto a las lenguas oficiales, la Constitución dice en su art. 70 que "las lenguas oficiales de la Confederación son el alemán, el francés y el italiano. El retorromano es también una lengua oficial en las relaciones que la Confederación mantenga con personas de esta lengua". Además, cada cantón determina cuál es su lengua oficial, aunque siempre bajo el mandato constitucional de preservar la armonía entre las diferentes comunidades lingüísticas y proteger a las minorías idiomáticas.

## Situación lingüística a inicios desigloXXI
Las lenguas habladas en Suiza son fundamentalmente cuatro (en orden por número de hablantes como lengua materna): el alemán, el francés, el italiano y el romanche.
Por la Constitución vigente, las tres primeras (alemán, francés e italiano) son «lenguas nacionales y oficiales» a nivel federal (es decir, oficiales en todo el territorio suizo). En cuanto al romanche, hablado por aproximadamente 20 000 personas oriundas del cantón de los Grisones (las cuales también suelen hablar fluidamente el alemán y en menor medida el italiano), desde 1938 también es considerado una lengua oficial y esto se verifica en la reforma constitucional de 1999, en el artículo 70. No obstante, el romanche solo tiene carácter oficial en «las relaciones [de la Confederación Suiza] con las personas de lengua romanche». Por este motivo, todo documento oficial publicado en Suiza debe ser publicado y estar disponible siempre, en todo el territorio suizo, en las tres «lenguas nacionales» (alemán, francés e italiano), mientras que se hace una versión en romanche solo si esta es demandada. El alemán y el francés ejercen su predominio sobre las otras lenguas, ya que el conocimiento de ambas se extiende hasta el 80 % y el 50 %, respectivamente, de la población suiza.
El límite lingüístico entre el francés y el alemán es llamado Röstigraben (Fosa del Rösti) y presenta la singularidad de atravesar varias poblaciones como Biel-Bienne, el cantón de Friburgo o Sierre-Siders, de manera que en muchas ocasiones unos pocos metros (un río, una calle) son la frontera visible entre las dos comunidades lingüísticas.
El sistema escolar suizo es cantonal. En cada cantón, y dentro de cada cantón en cada municipio, la enseñanza es impartida en el idioma propio, mientras que es obligatorio el aprendizaje de alguna de las otras «lenguas nacionales». En el cantón del Tesino (Ticino), los programas de enseñanza establecen, además del italiano, la enseñanza obligatoria ya sea del francés o del alemán. Casi todos los programas escolares del país prevén también la enseñanza (como lengua extranjera) del inglés.
Todo ciudadano suizo tiene derecho a dirigirse a las instituciones federales en una de las lenguas oficiales y a recibir respuesta en esa lengua. Sin embargo, tal plurilingüismo deja de ser válido a nivel cantonal o comunal. En ese caso, cada cantón y cada comuna decide independientemente sobre las cuestiones lingüísticas a nivel local.
En el año 2000 el alemán era hablado como lengua habitual por el 63,7 % de los suizos (en 17 cantones). Se nota un retroceso proporcional de la lengua de Goethe: hacia 1900 era hablado por aproximadamente el 75 % de la población, en 1960 por aproximadamente el 65 %, el francés por el 20,4 % (en 7 cantones) — proporcionalmente el francés ha tenido un incremento de un 2 % a partir de 1920 — el italiano es el idioma del 6,5 % de los suizos (única lengua oficial en el cantón del cantón del Tesino y una de las tres lenguas oficiales junto con el alemán y el romanche, en el cantón de los Grisones). Por su parte, el romanche (en realidad aún no existe un romanche unificado) es hablado por tan solo el 1 % de los suizos. Los hablantes del romanche suelen ser bilingües desde el siglo XIX, hablando mayoritariamente algún dialecto alemán o, si no, italiano. El 9 % de la población habla lenguas «no nacionales». Estos porcentajes incluyen, en efecto, a las personas sin ciudadanía suiza (aún en 2007 muy difícil de conseguir aunque se tenga un prolongado periodo de residencia en el país) que viven en Suiza (20,5 % de la población en 2005). Entre las lenguas "extranjeras" más frecuentes en Suiza se cuentan el inglés y el español. Si se tiene en cuenta solo a los ciudadanos suizos, el censo del año 2000 da notorias diferencias porcentuales: hablantes de alemán (normativo o cualquiera de sus dialectos), 72,5 %; francófonos, 21,0 %; italófonos, 4,3 %; hablantes de romanche 0,6 %; otros idiomas, 1,6 %.
Los suizos germanófonos se comunican entre ellos con el suizo alemán (en realidad existe una multitud dialectal con dos grupos dialectales principales: el alamánico, hablado principalmente en el sector oeste, y el "suavo", hablado en el sector noreste), aunque se mantiene como alemán oficial su variedad normativa. Desde inicios del siglo XX los suizos francófonos han homogeneizado mucho su lengua, que se ha impuesto sobre el arpitano o francoprovenzal. El italiano del Ticino y de los Grisones era hasta mediados del siglo XX una variante del lombardo; en la actualidad se enseña el italiano normativo. En cuanto al romanche, como se ha señalado, casi la totalidad de los suizos que lo hablan también hablan usualmente otro idioma (generalmente el alemán y, en menor grado, el italiano). Más aún: pese a lo exiguo del actual número de romanchófonos, existen al menos cuatro dialectos romanches y todavía no se ha podido fijar una versión normativa que sea hablada por toda la comunidad romanche. 
Los cantones del Tesino y del Jura se definen lingüísticamente como italiano el uno y francés el otro, pese a que haya comunidades de habla alemana. Hay, además, tres cantones bilingües: Friburgo, Berna y el Valés (Valais en francés, Wallis en alemán), además del cantón trilingüe de los Grisones.
Oficialmente hay regiones que se denominan bilingües: las comunidades de Biel-Bienne, Friburgo, Murten-Morat y Sierre-Siders. En los Grisones, por su parte, las comunidades se definen en muchas ocasiones como retorromanas (romanche), aunque el alemán domine como lengua de comunicación. En estos casos, el retorromano es la lengua administrativa y escolar, mientras que en la vida cotidiana la lengua utilizada es el suizo alemán.
El conjunto de cantones y territorios en los que predomina el idioma alemán es llamado Suiza alemana. La parte francófona se denomina Romandía, o, con menor frecuencia, Suiza romana. Por su parte, la zona italófona se denomina como Suiza italiana o Suiza del Sur.
El alemán hablado es predominantemente el dialecto suizo, conocido como suizo alemán (Schweizerdeutsch), dividido en varios subdialectos que forman dos conjuntos: los dialectos alamánicos al oeste y los suavos al este (véase Línea Brünig-Napf-Reuss), pero en los medios de comunicación se usa el alto alemán (Hochdeutsch o Schriftdeutsch), es decir, el alemán normativo. En cuanto al francés, este se ha extendido en la Edad Contemporánea sobre el sustrato de dialectos arpitanos o franco-provenzales. Muchos suizos hablan más de un idioma (siendo la mitad de la población bilingüe de alemán y francés). El 20,6% de la población de Suiza está formado por residentes y trabajadores temporales extranjeros, muchos de ellos procedentes de Italia, Turquía o la antigua Yugoslavia.

## Otras lenguas con reconocimiento
El idioma yeniche (en francés: yeniche, en alemán: Jenisch) es una variante de la lengua alemana, que cuenta con reconocimiento oficial en la Confederación Helvética, hablada por el pueblo yeniche. Este pueblo está conformado por nómadas que recorren principalmente partes de Francia, Austria, Alemania y Suiza.